# Shilidian
Shilidian (kinesiska: 十里店) är ett stadsdelsdistrikt i nordvästra Kina. Det ligger i stadsdistriktet Anning i provinshuvudstaden Lanzhou i provinsen Gansu.